# Антрекасто
Антрекасто́ (фр. Entrecasteaux, окс. Entrecastèus) — коммуна на юго-востоке Франции в регионе Прованс — Альпы — Лазурный берег, департамент Вар, округ Бриньоль, кантон Котиньяк.
Площадь коммуны — 32,11 км², население — 1016 человек (2006) с тенденцией к росту: 1087 человек (2012), плотность населения — 34,0 чел/км².

## Население
Население коммуны в 2011 году составляло 1089 человек, а в 2012 году — 1087 человек.
| 1962 | 1968 | 1975 | 1982 | 1990 | 1999 | 2006 | 2011 | 2012 |
| ---- | ---- | ---- | ---- | ---- | ---- | ---- | ---- | ---- |
| 508  | 483  | 472  | 527  | 709  | 863  | 1016 | 1089 | 1087 |

Динамика населения:

## Экономика
В 2010 году из 617 человек трудоспособного возраста (от 15 до 64 лет) 405 были экономически активными, 212 — неактивными (показатель активности 65,6 %, в 1999 году — 61,4 %). Из 405 активных трудоспособных жителей работали 340 человек (176 мужчин и 164 женщины), 65 числились безработными (25 мужчин и 40 женщин). Среди 212 трудоспособных неактивных граждан 51 были учениками либо студентами, 94 — пенсионерами, а ещё 67 — были неактивны в силу других причин.
На протяжении 2010 года в коммуне числилось 487 облагаемых налогом домохозяйств, в которых проживало 1073,0 человека. При этом медиана доходов составила 15 388 евро на одного налогоплательщика.

## Фотогалерея

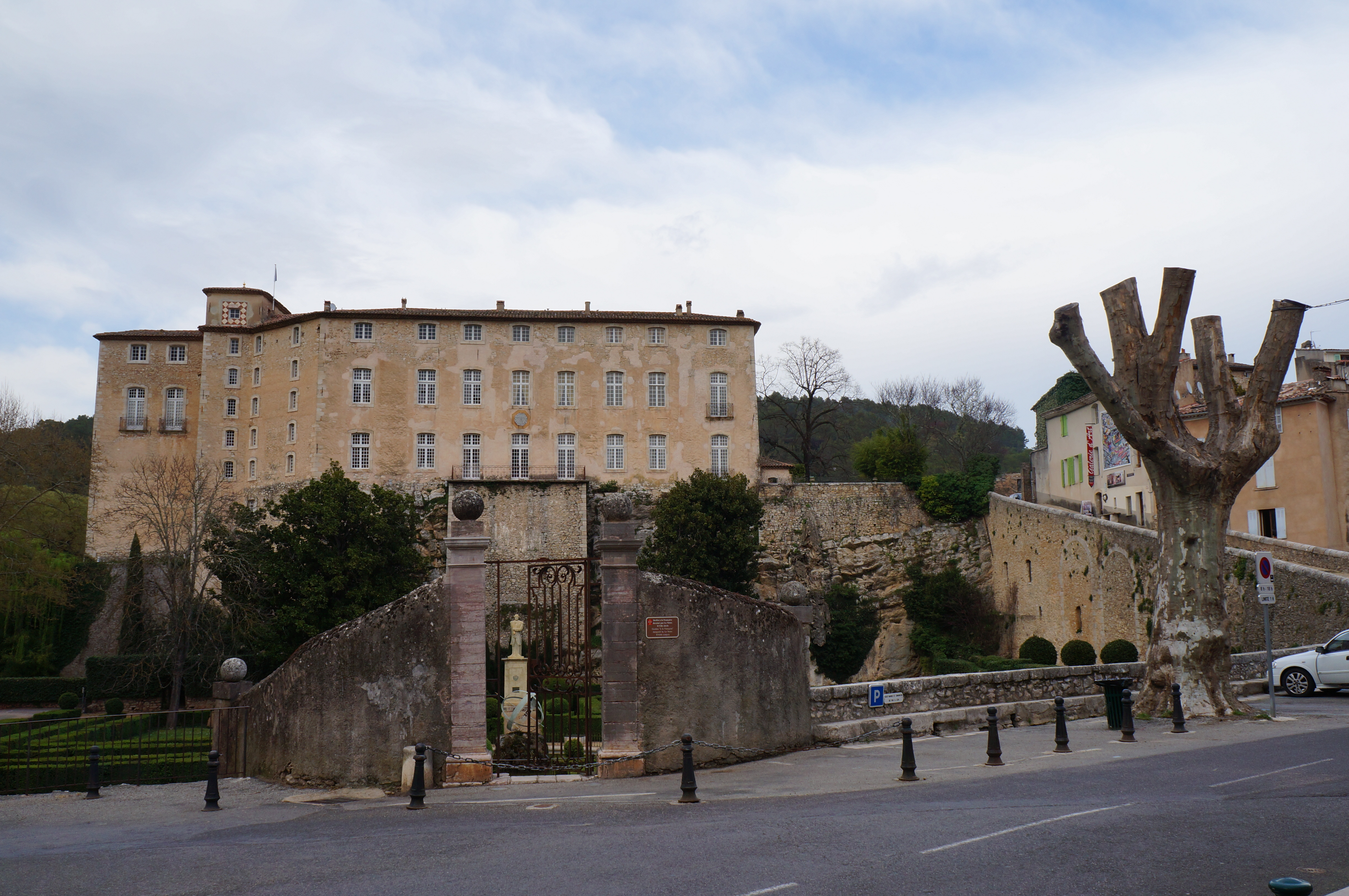
Шато д’Антрекасто
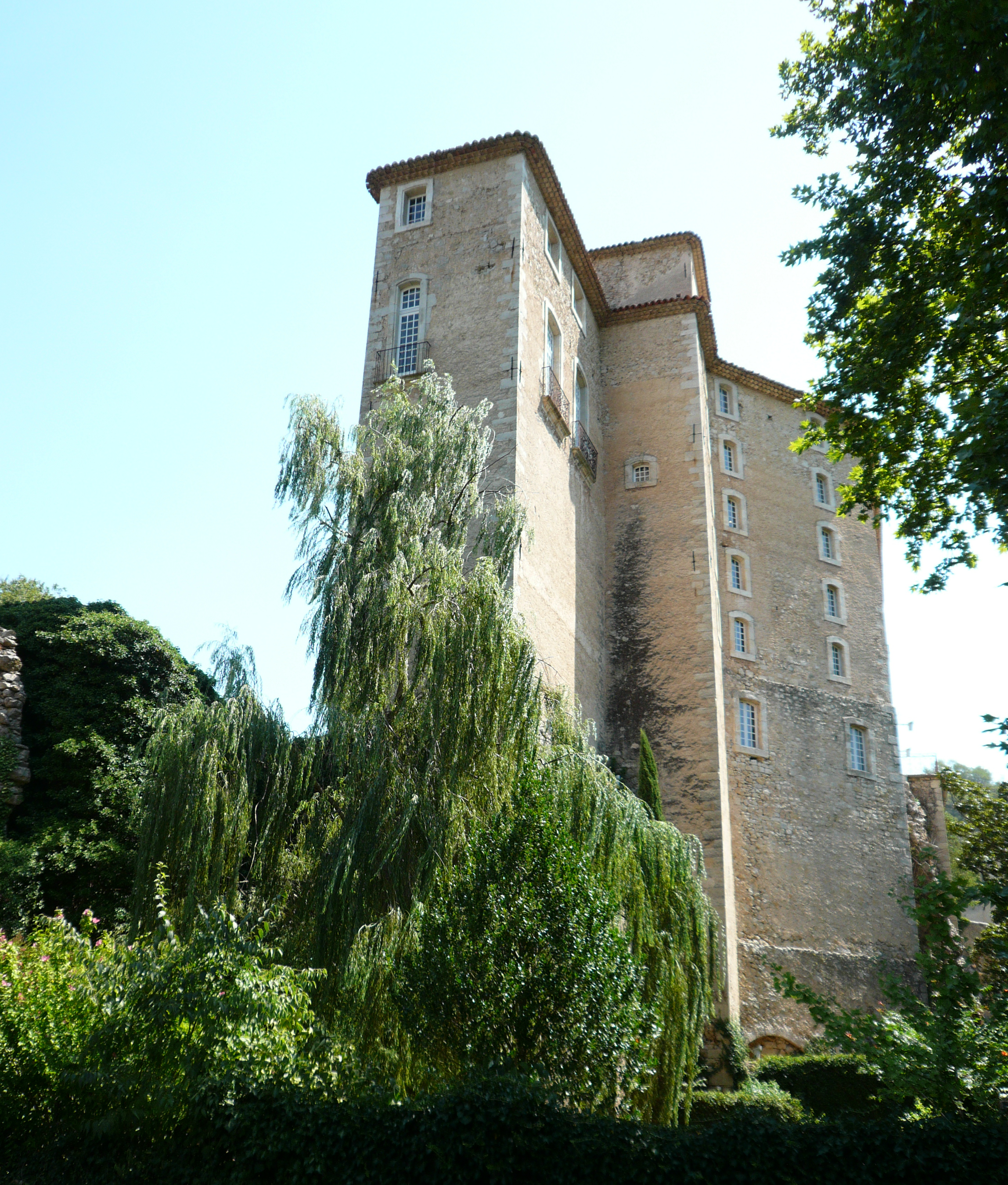
Вид сбоку
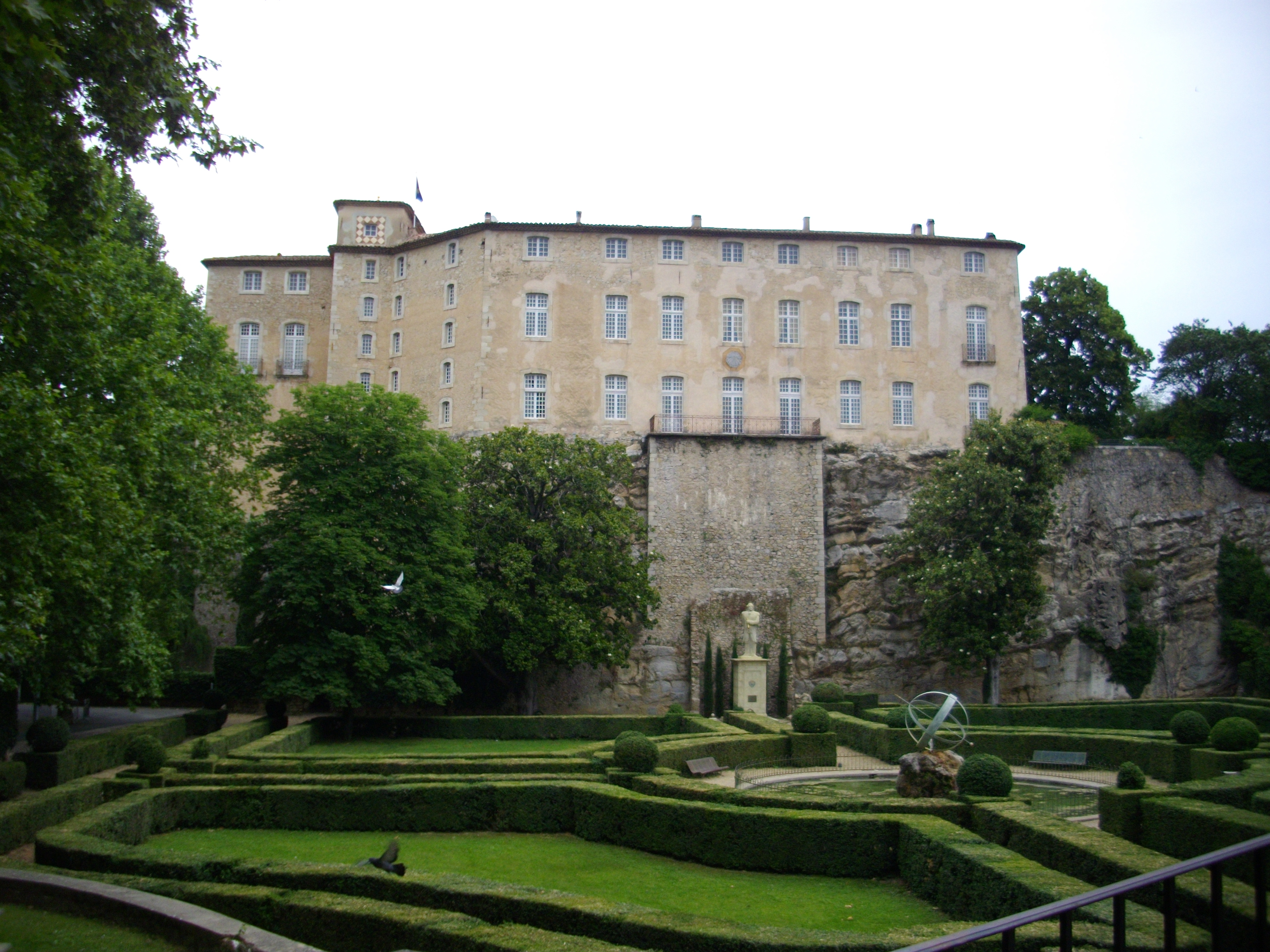
Фасад
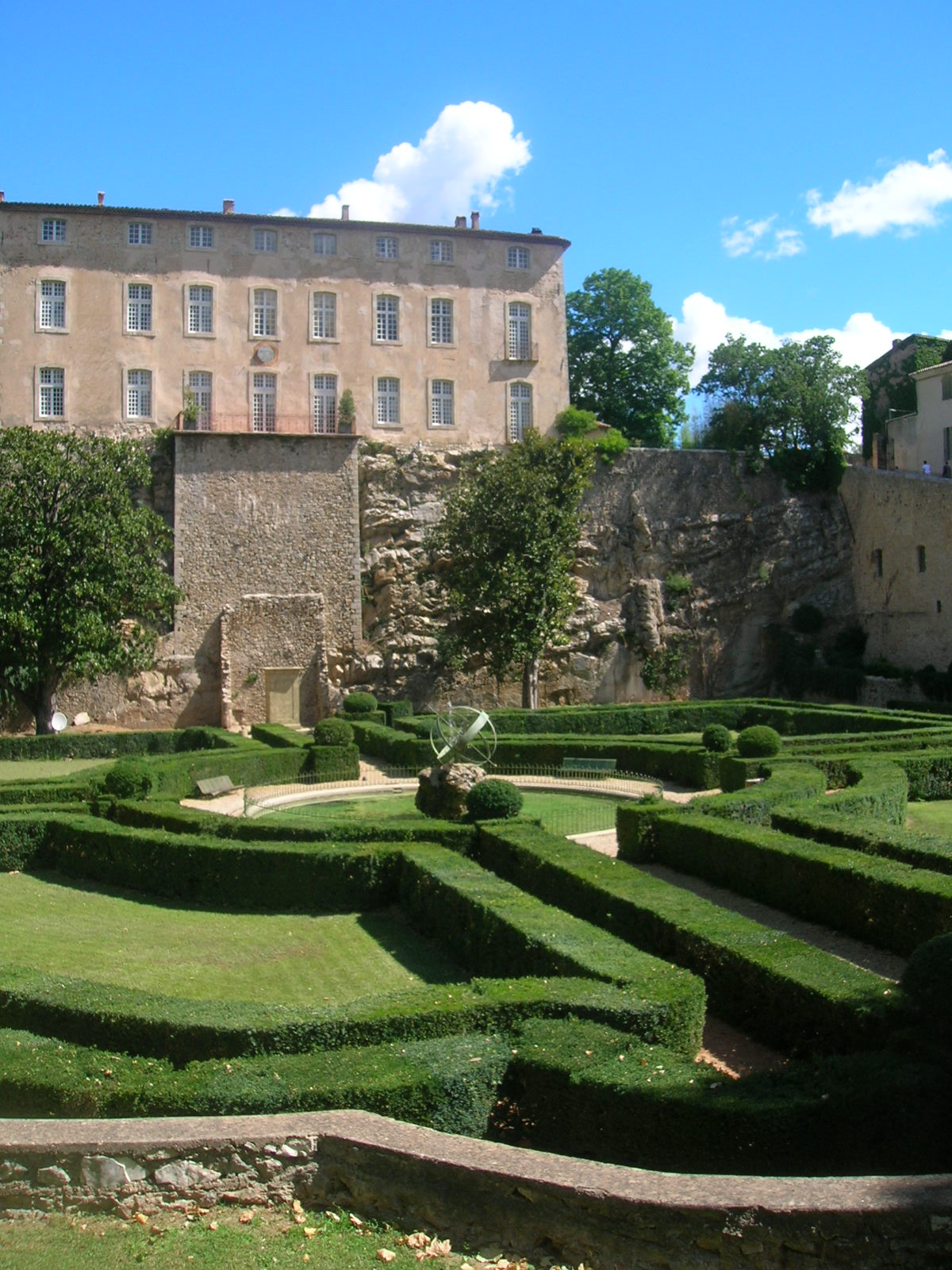
Вид со стороны парка
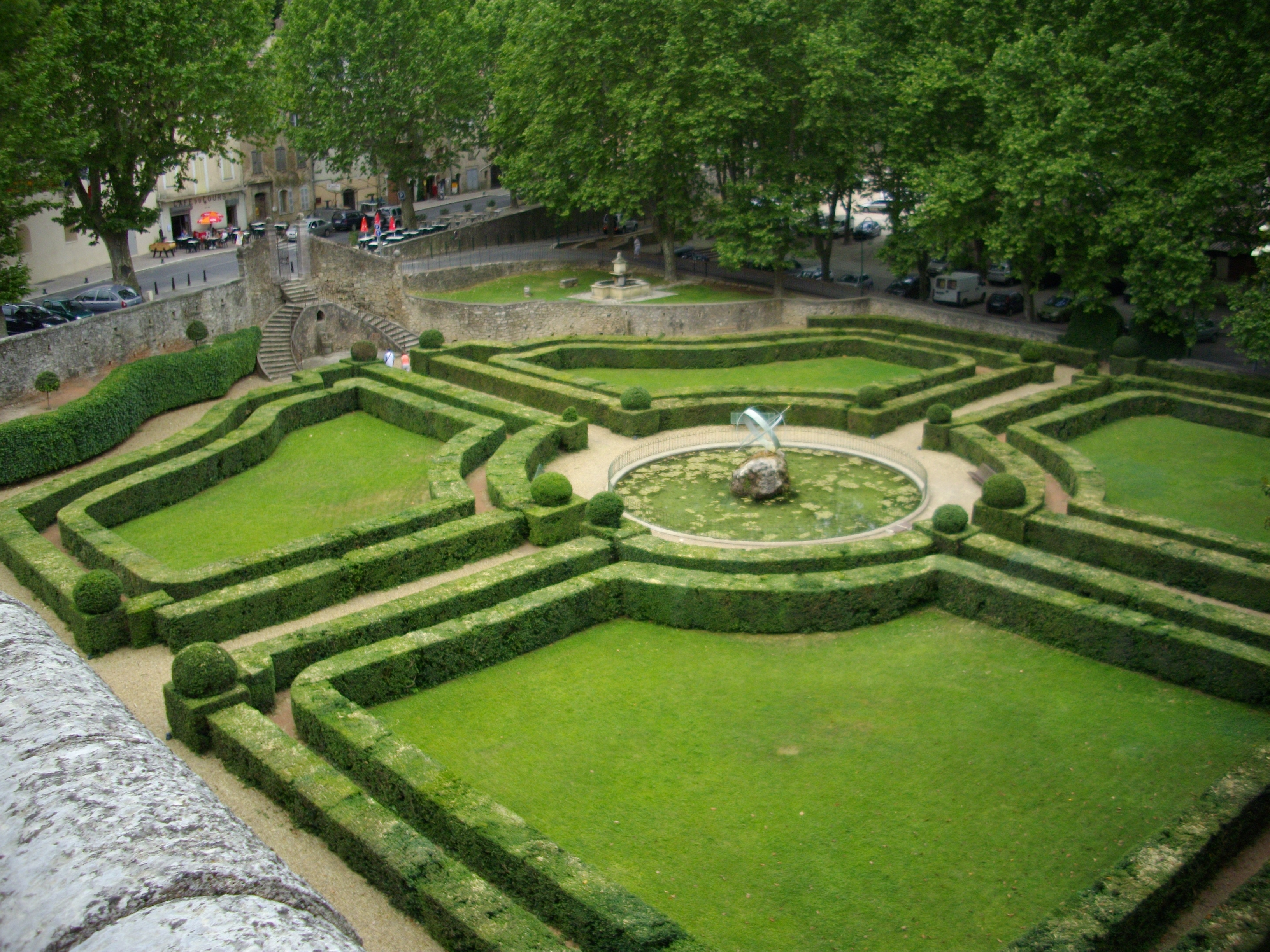
Парк возле шато
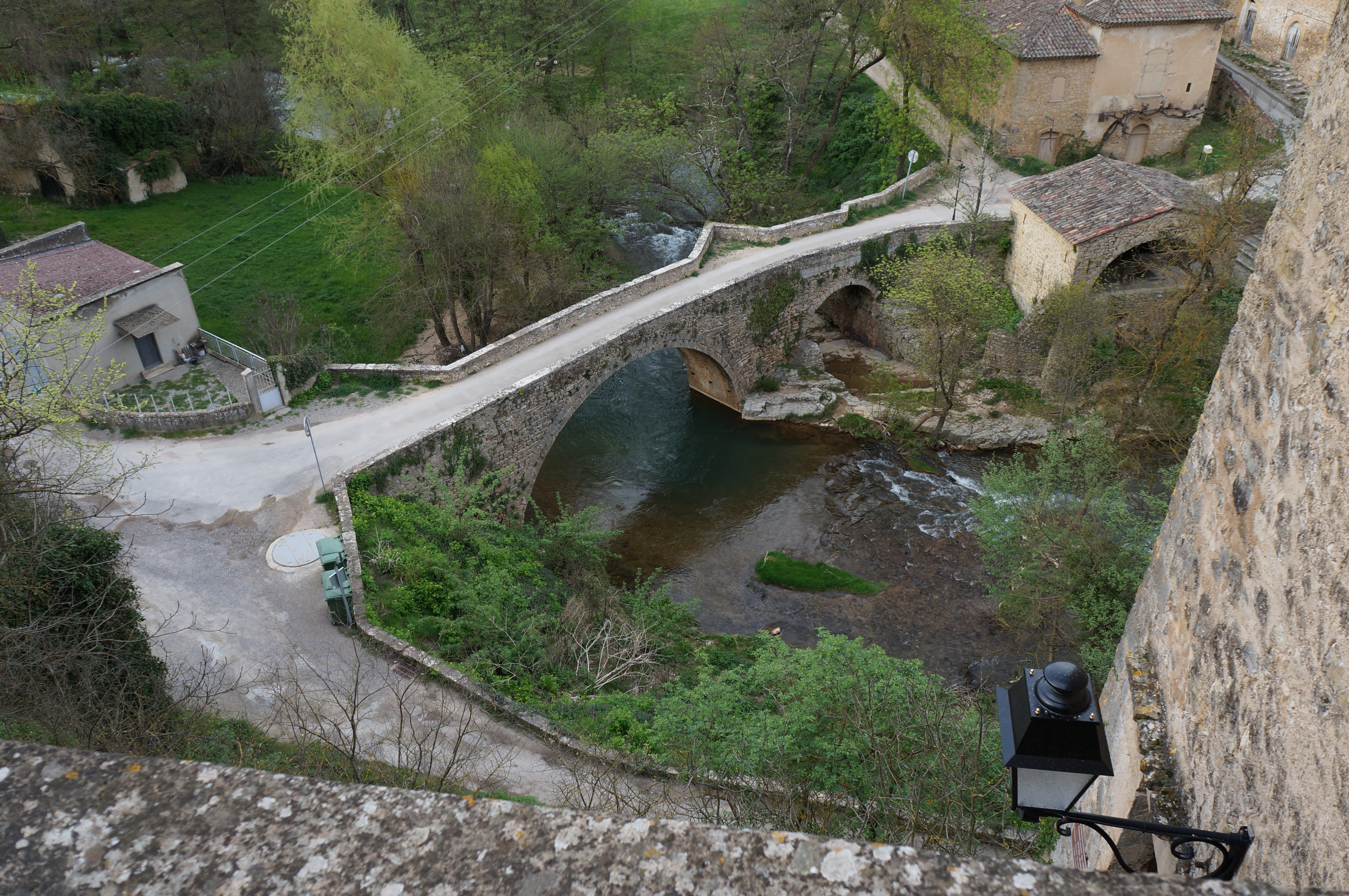
Мост
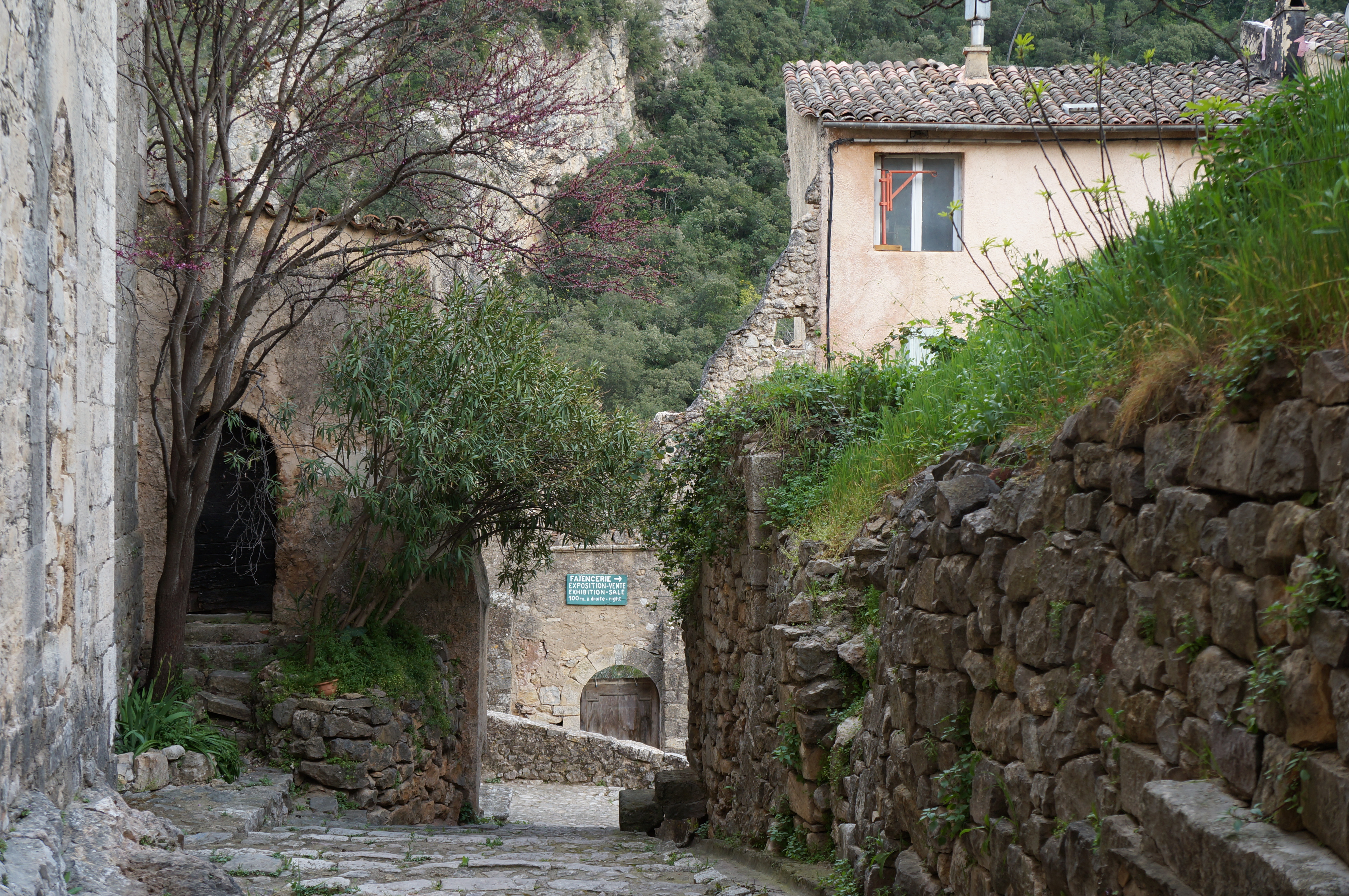
Старые улочки
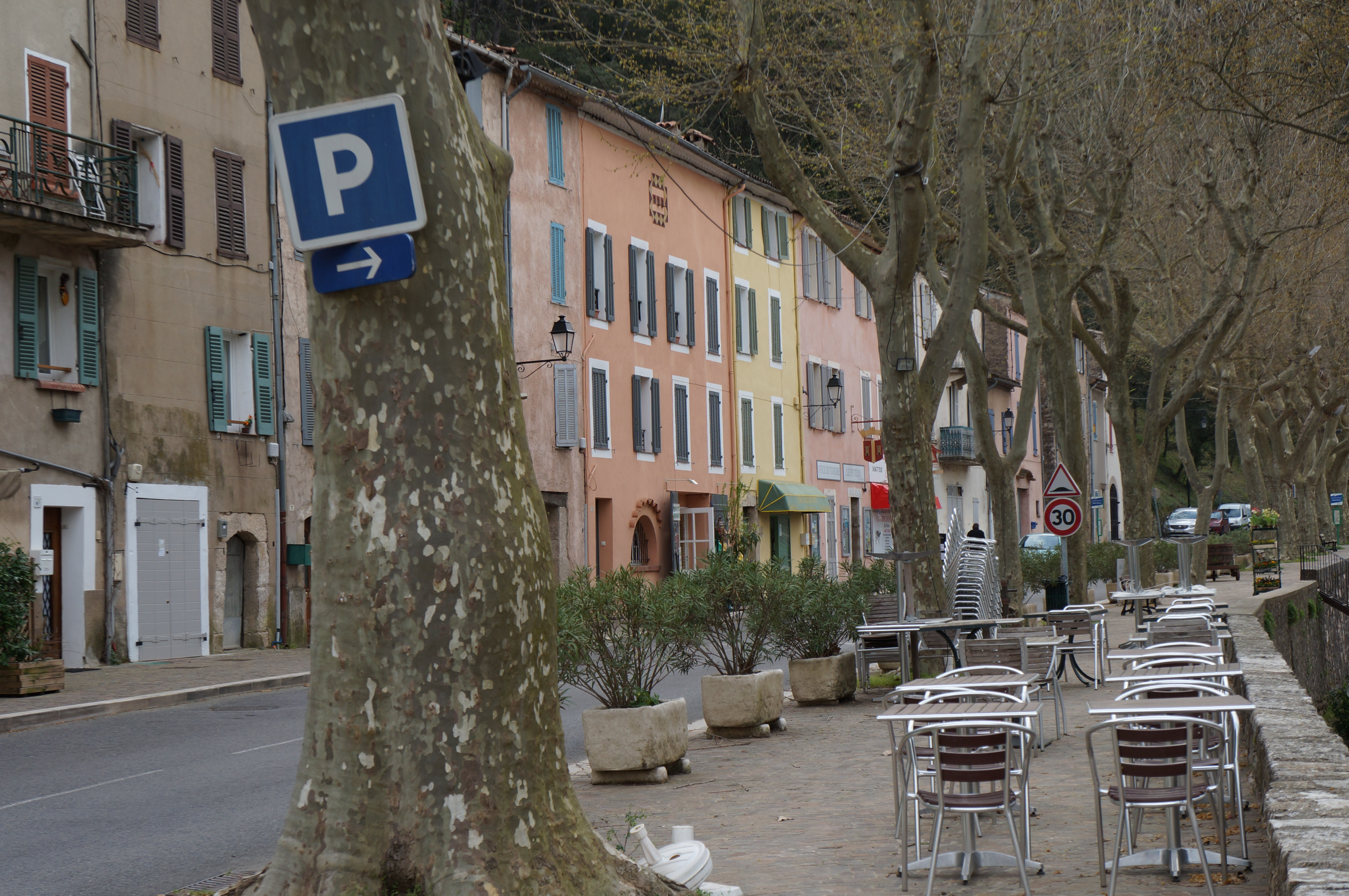
Летнее кафе